# Teinobasis prothoracica
Teinobasis prothoracica är en trollsländeart som först beskrevs av Selys 1877.  Teinobasis prothoracica ingår i släktet Teinobasis och familjen dammflicksländor. IUCN kategoriserar arten globalt som otillräckligt studerad. Inga underarter finns listade i Catalogue of Life.